# Maloqe
Maloqe (auch Malaqaye) war eine nubische Königin, die wahrscheinlich im  7. Jahrhundert v. Chr. lebte und den Titel Königsgemahlin trug.
Maloqe ist nur von ihrem Grab in Nuri (Nu. 59) bekannt. Die Grabanlage besteht aus zwei unterirdischen Grabkammern. Die einstige Pyramide, wie sie bei anderen vergleichbaren Grabanlagen bezeugt ist, war vollkommen abgetragen. In der ersten Kammer fanden sich in einer Grabgrube noch die Reste einer Bestattung mit einer Silbermaske und zahlreichen Amuletten. Die Leiche wurde von den Ausgräbern als kleine, erwachsene Frau beschrieben. Der Name der Maloqe fand sich auf einem Herzskarabäus.  Dows Dunham und M. F. Laming Macadam, die eine erste ausführliche Liste der nubischen, königlichen Familie publizierten, vermuteten Tanotamun als ihren königlichen Gemahl.  Dafür gibt es jedoch keine sicheren Belege, obwohl das Grab wahrscheinlich archäologisch in etwa diese Zeit gehört, wie der Ausgräber George Andrew Reisner vermutete.
Eine zweite, wohl spätere Bestattung, fand sich in der zweiten Grabkammer. Kein Name ist dort überliefert. Im Grab fand sich auch ein Fragment eines Uschebtis der Königin Pihatis, das hierher aber sicherlich nur verschleppt wurde. Pihatis ist in Grab Nuri Nr. 54 begraben worden.